# Willis Seaver Adams

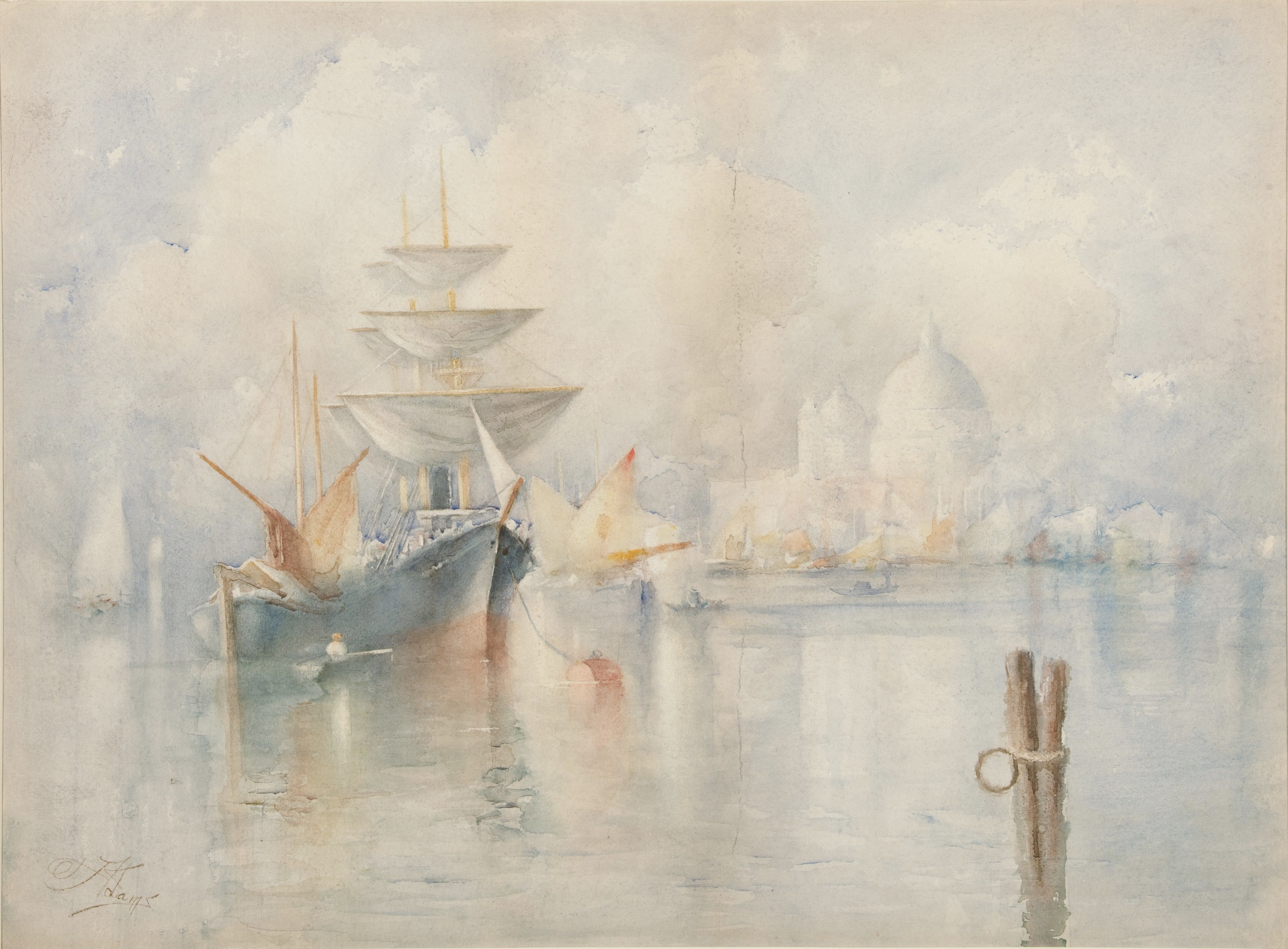
Willis Seaver Adams: Morning in Venice (ca.1900). Yale University Art Gallery

Willis Seaver Adams (* 19. Juli 1842 in Suffield, Connecticut; † 8. Januar 1921 in Greenfield, Massachusetts) war ein US-amerikanischer Maler, der vor allem für seine Landschaftsdarstellungen des Connecticut River Valley bekannt wurde.

## Leben
Willis Seaver Adams wurde 1844 auf einer Farm nahe dem Connecticut River im Ort Suffield im US-Bundesstaat Connecticut geboren. Er besuchte unregelmäßig die Suffield Academy und strebte eine Karriere als Maler an. Wo er das Malen erlernte, ist nicht überliefert. Im Jahr 1868 ermöglichte ihm ein wohlhabender Arzt aus Springfield, der von Adams’ Arbeiten beeindruckt war, ein Studium an der Königlichen Akademie in Antwerpen. Nach dem Tod seines Gönners musste Adams das Studium abbrechen und nach Springfield zurückkehren.
Da er sich mit der Malerei zunächst nicht finanziell über Wasser halten konnte, arbeitete er als Kolorist für Fotografien und eröffnete drei Jahre später ein eigenes Atelier. Ein geplanter Urlaub in Cleveland im Jahr 1876 dehnte sich auf zwei Jahre aus. Während dieser Zeit lernte er andere Künstler kennen und war maßgeblich an der Organisation der ersten Aquarellausstellung sowie der Gründung des Cleveland Art Club und der Cleveland Academy of Fine Arts beteiligt. Ein Porträt des damaligen Gouverneurs von Ohio, Rutherford B. Hayes, das vor dessen Präsidentschaft entstand, trug wesentlich zur Bekanntheit des Künstlers bei.

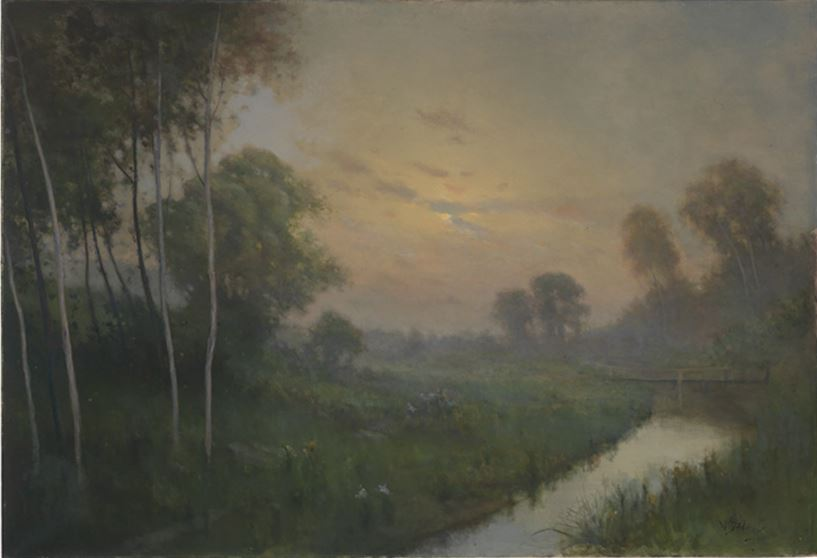
Willis Seaver Adams: Landscape (1914)

1878 kehrte er nach Europa zurück, eröffnete ein Atelier in Venedig und freundete sich mit James McNeill Whistler an, der über ihm am Canal Grande wohnte. Anschließend reiste er durch Europa und lebte drei Jahre lang in Florenz. Nach seiner Rückkehr in die Vereinigten Staaten wurde er Lehrer an der Springfield Art Association. Ab dieser Zeit verband ihn eine langjährige Zusammenarbeit mit dem Kunsthändler James D. Gill, in dessen Galerie er regelmäßig ausstellte. Die erste Einzelausstellung Adams’ fand dort im Jahr 1894 statt. 1906 zog er nach Greenfield in Massachusetts, wo er bis zu seinem Tod im Jahr 1921 blieb.

## Werk

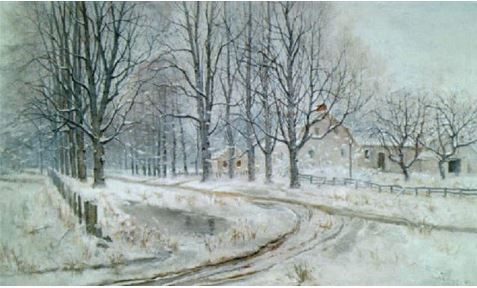
Willis Seaver Adams: Feather Street, Suffield, Connecticut (1896)

Willis Seaver Adams malte vorwiegend Landschaften, gelegentlich aber auch Porträts und Stillleben. Sein Stil war vom Tonalismus geprägt. Er verwendete eine reduzierte Farbpalette und sparsame Details und setzte stattdessen auf Lichtstimmung und Atmosphäre. Dadurch erinnerten seine Werke stark an die von Whistler. Seine liebsten Motive waren Fluss- und Waldbilder, Schneelandschaften und stille Naturansichten, die er zunächst in Öl und später im Miniaturformat malte. Insgesamt schuf er über 425 Werke in Öl, Aquarell und Zeichnung. Er stellte in Cleveland, Boston und New York aus. Heute befinden sich seine Gemälde unter anderem in der Suffield Academy, der Kent Memorial Library, dem Wadsworth Atheneum, dem Mount Holyoke College, dem Smith College und dem Smithsonian American Art Museum.